# Hans-Peter Friedländer
Hans-Peter Friedländer, né le 19 avril 1920 à Berlin en Allemagne et mort en juillet 1999, est un footballeur international suisse, évoluant en attaque.

## Biographie

### Carrière de club
Il passe la première partie de sa carrière dans le club du Grasshopper-Club Zurich, avant d'ensuite rejoindre le club du FC Lausanne-Sport.
Il termine meilleur buteur du championnat suisse lors des saisons 1944-1945, 1945-1946 et 1950-1951 avec respectivement 26, 25 et 23 buts.
Carrière
- 1941-1947 : Grasshopper Zurich
- 1947-1953 : FC Lausanne-Sport
- 1953-1954 : FC Martigny-Sports
- 1954-1957 : Servette FC
- 1960-1961 : FC Lausanne-Sport

Palmarès
- Champion de la Suisse :

Grasshoppers : 1943, 1945
Lausanne : 1951
- Coupe de la Suisse :

Grasshoppers : 1943, 1946
Lausanne : 1950

### Carrière internationale
En international, il participe à la coupe du monde 1950 au Brésil avec l'équipe de Suisse, emmenée par le sélectionneur tessinois Franco Andreoli. Lors de ce mondial, la Nati ne passe pas le premier tour, finissant troisième sur 4 du groupe, derrière les Brésiliens et les Yougoslaves.